# 연인 (2006년 드라마)
《연인》은 2006년 11월 8일부터 2007년 1월 11일까지 방영된 SBS 드라마 스페셜이다. 영화 약속을 모티브로 제작하였는데 지나친 욕설 사용 탓인지 방송위원회로부터 '시청자에 대한 사과’조치를 받아야 했다.

## 기획 의도
고등학교도 졸업 못한 깡패 두목과 일류대를 졸업한 미모의 잘나가는 성형외과 외사의 상식선에선 절대 이루어질 수 없는 무대뽀 사랑이야기.

## 등장 인물

### 주요 인물
- 이서진 - 하강재 역
- 김정은 - 윤미주 역
- 정찬 - 강세연 역 (젊은 시절 : 유동혁)
- 김규리 - 박유진 역

### 그 외 인물
- 이기영 - 엄상택 역
- 박인환 - 윤목사 역
- 최일화 - 강회장 역
- 양금석 - 정양금 역
- 김뢰하 - 남창배 역
- 김남길 - 태산 역
- 최하나 - 홍순정 역
- 장항선 - 백종대 역
- 이세창 - 이진수 역
- 문정희 - 상택의 처 역
- 연미주 - 최윤 역
- 유정현 - 설원철 역
- 김영철 - 동훈 역

## OST
- 조장혁 - 연인
- 이정 - 자물쇠
- 서영은 - 처음 사랑
- 이석훈 - 거짓말

## 시청률
아래의 파란색 숫자는 '최저 시청률'이고, 빨간색 숫자는 '최고 시청률'입니다. 시청률조사회사와 지역별로 시청률에 차이가 있을 수 있습니다.
| 2006년      | 2006년      | 2006년         |
| 회차        | 방송일      | AGB 시청률     |
| 회차        | 방송일      | 대한민국(전국) |
| ----------- | ----------- | -------------- |
| 제1회       | 11월 8일    | 10.3%          |
| 제2회       | 11월 9일    | 11.7%          |
| 제3회       | 11월 15일   | 13.3%          |
| 제4회       | 11월 16일   | 15.1%          |
| 제5회       | 11월 22일   | 12.4%          |
| 제6회       | 11월 23일   | 15.0%          |
| 제7회       | 11월 29일   | 13.5%          |
| 제8회       | 11월 30일   | 15.2%          |
| 제9회       | 12월 6일    | 15.2%          |
| 제10회      | 12월 7일    | 16.4%          |
| 제11회      | 12월 13일   | 14.2%          |
| 제12회      | 12월 14일   | 17.9%          |
| 제13회      | 12월 20일   | 15.8%          |
| 제14회      | 12월 21일   | 16.0%          |
| 제15회      | 12월 27일   | 16.4%          |
| 제16회      | 12월 28일   | 15.7%          |
| 2007년      |             |                |
| 제17회      | 1월 3일     | 20.0%          |
| 제18회      | 1월 4일     | 21.3%          |
| 제19회      | 1월 10일    | 20.8%          |
| 제20회      | 1월 11일    | 22.6%          |
| 평균 시청률 | 평균 시청률 | 15.9%          |

## 편성 변경
- 2006년 11월 15일 : 한국-이란의 축구 경기 중계방송으로 인해 밤 11시로 편성 변경

## 수상
- 2006 SBS 연기대상 10대스타상, 네티즌 최고 인기상 이서진
- 2006 SBS 연기대상 10대스타상, 프로듀서상 김정은

## 참고 사항
- 원래 제목은 <지중해의 연인>이었으며[4] 김주혁, 김하늘, 김선아 등이 물망에 올랐고 2006년 9월 첫 회가 나갈 예정이었지만[5] 같은 해 11월로 첫 회 방영 시기가 변경됐다.
- 이로 인해 캐스팅 예정이었던 배우들이 하차하면서 이서진, 김정은, 김규리 등이 주요 배역으로 낙점됐다.
- 조폭 미화 논란이 한때 일기도 했다.[6]